# A Transformers: Robots in Disguise (televíziós sorozat, 2015) szereplőinek listája
Ez a cikk Transformers: Robots in Disguise (televíziós sorozat, 2015) szereplőit sorolja fel.

## Transformerek aTransformers: Prime-ból
- Bumblebee: A Bee Csapat parancsnoka.
- Optimus Prime: Az Autobotok Fővezére. Bumblebee régi barátja.
- Ratchet: Az Autobotok orvosa. Bumblebee régi barátja.
- Bulkhead: Volt Wrecker. Bumblebee régi barátja.
- Starscream: Megatron volt másodparancsnoka
- Soundwave: Megatron volt parancsnoka.

## Autobotok

### Bee Csapat
- Strongarm: Kadét, rendmániás, szabálykövető, versengő. Ultra-Bee Jobb-karja.
- Sideswipe: Egy Versengő, idegtépő autobot. Ultra-Bee Bal-karja.
- Grimlock: Szelíd, harcis Dinobot, a csapat ízma. Ultra-Bee Lábai.
- Drift: Egy szamuráj, korábbi fejvadász, Shadow Raker egykori tanítványa. Utra-Bee fegyvere.
- Slipstream és Jetstorm: Drift mini-conjai.
- Fixit: A Csapat feltalálója.

- Windblade: Primus külde a földe hogy elkapja az álcákat.
- Jazz: Bumblebee régi barátja

- Blurr: Egy Mentőbot.

### További Autobotok
- Dropforge: Autobot Mini-Con nyomozó. Strongarm korábbi mentora.
- Undertone: Egy mini-con.
- Nightra: Strongarm barátja.
- Blastwave: Egy néma fejvadász.
- Toolbox: Fixit-hez hasonló mini-con.

## Weaponizer Mini-Conok
- Aerobolt: Weaponizer mini-conok vezére
- Buzzstrike:
- Sawtooth:
- Tricerashot:
- Bashbreaker:
- Windstrike:
- Lancelon:

## Activator Mini-Conok
- Stuntwing:
- Trickout:
- Hi-Test:
- Goldgear:

## Álcák

### Steeljaw falkája
- Steeljaw: Farkas-Álca, a sorozat fő antagonistája
- Underbite: Bulldog-Álca
- Thunderhoof:
- Quilfire: Sün-Álca
- Clampdown: Rák-Álca

- Fracture: Egy Zsoldos
- Airazor és Divebomb: Fracture mini-conjai
- Bisk: Homár-Álca
- Springload: Béka-Álca
- Groundpounder: Gorilla-Álca

### Álcák Szigete
- Saberhorn: A 2. Évad főbbgonosza. Insectocon féle álca
- Glowstrike: A 2. Évad főgonosza. Insecticon féle álca
- Scorponok: Skorpióvál alakuló álca
- Crazybolt: Gyík-Álca
- Slicedice: Crazybolt mini-conja
- Kickback: Szöcske-Álca
- Back és Forth: Quillfire segédei
- Hammer and Anvil: Bisk segédei
- Bludgeon and Clout: Scorponok segédei

### Fosztogatók
- Clawtrap: Rák-Álca, A Fosztogatók vezére
- Paralon: Egy Skorpióvá alakuló álca
- Scatterspike: Sün-Álca
- Thermidor: Homár-Álca

### Stunticonok
- Motormaster: A Stunticonok vezére
- Dragstrip: A Stunticonok önjelőlt másod vezére, Menasor karja
- Heatseeker: Egy Stunticon, Menasor lába
- Wildbreak: Dragstrip társa, Menasor karja
- Slashmark: Heatseeker társa, Menasor lába

- Dragbreak: Dragstrip és Wildbreak egyesült formája.
- Heatmark: Heatseeker és Slashmark egyesült formája.
- Menasor: A Stunticonok egyesült formája.

### Alchemor Szököttek
- Hammerstrike: Cápálca
- Chop Shop: Pók-Álca
- Terrashock: Bika-Álca
- Filch: Varjú-Álca
- Minitron: Kullancs-Álca
- Pseudo:
- Ped: Földigiliszta-Álca
- Malodor: Borz-Álca
- Nightstrike: Energon vámpír
- Vertebreak: Kigyó-Álca
- Octopunch: Polip-Álca
- Zizza: Dongó-Álca
- Headlock: Groundpunder társa
- Scowl: Dinobot Álca
- Polarclaw: Jegesmedve-Álca
- Razorpaw: Medve-Álca
- Glacius és Swelter: Razorpaw medve mini-conjai
- Simacore: Orangután-Álca
- Axiom és Theorem: Simacore majom mini-conjai
- Mini-Con Klónok: Axiom és Theorem klónjai
- Stockade: Méhészborz-Álca
- Major Mayhems: Stockade mini-con serege
- Crustacion: Garnéla-Álca
- Ragebyte: Cápálca
- Zorillor: Borz-Álca
- Flamesnort: Gyík-Álca, A Cybertron-i háború alatt került a Föld-re.
- Wingcode: Energon Vámpír
- Backtrack és Ransack: Cyclone Mini-Conok
- Torpor: Egy Mini-con
- Silverhound:
- Boostwing, Jacknab and Pilfer: Varjú-Álcák

### Cyclonus Csapata
- Cyclonus: A Sorozat főgonosza. Egy zsarnok álca aki Megatron uralmát szeretné a Cybertronon.
- Cyberwarp: Egy Álca Cyclonus csapatának tagja.
- Skyjack:
- Treadshock:
- Riotgear:
- Galvatronus: Cyclonus és csapata egyesült formája.

### További Álcák
- Shadelock: Egy Álca, Starscream zsoldosa
- RoughEdge:
- Shadow Raker: Egy Álca, Drift korábbi mestere
- Overload: Egy Álca, Az Alchemor-ról szököttek egyike. A Cybertron-i háború idején helyben hagyta Bumblebee-t.
- Razorhorn: Egy Insecticon.

## Egyéb Cybertroniak
- Micronus Prime: A 13 Prime egyike, Mini-con
- Vector Prime: A 13 Prime egyike
- Megatronus (Prime): Az 1. Évad főgonosza. A 13 Prime egyike, A Bukott

## Emberek

### Főszereplők
- Denny Clay: Russell apja
- Russell Clay: Denny Fia

### Egyéb emberek
- Henrietta "Hank" : Russell barátja
- Butch:
- Larry LaRue:
- Gunter barát: